# 葉筆石
葉筆石（學名：Phyllograptus）是正筆石目下的一屬筆石，生存於奧陶紀的海洋中，是一種群居性浮游生物。

## 特徵

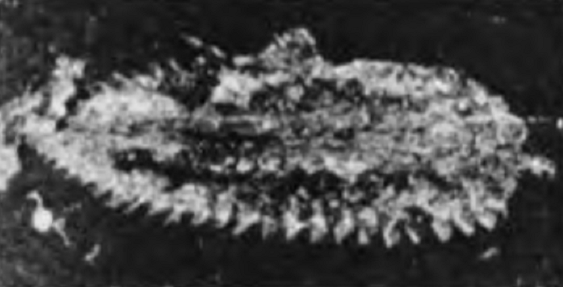
Phyllograptus ilicifolius

葉筆石群體的外型像一片扁平的葉子，由四列背靠背的胞管組成，呈互相交叉狀。胞管長而彎曲，並有小孔眼唇。

## 外部連結
- Phyllograptus in the Paleobiology Database